# 白川村役場
白川村役場（しらかわむらやくば）は、地方公共団体である岐阜県大野郡白川村の組織が入る施設（役場）。

## 概要
- 現在の庁舎は1966年（昭和41年）4月14日に起工式を行い、同年11月6日竣工。同年11月11日に落成式を行った[1]。その後増築を重ねている。
- 現在地にある庁舎は4代目である。現在地に建設された最初の庁舎は2代目庁舎（木造平屋建）は1887年（明治20年）着工、1888年（明治21年）7月に完成した。その後、3代目庁舎（木造2階建）は1939年（昭和14年）着工、1940年（昭和15年）7月に完成した。2代目庁舎から3代目庁舎に建て替えるため、1939年から1940年にかけて民家を仮庁舎としていた[2]。

## 業務時間
- 月曜日から金曜日の8時30分から17時15分（土曜日・日曜日・祝日・年末年始を除く）

## 業務内容
- 総務課
- 村民課
- 基盤整備課
- 観光振興課
- 会計室・財政課

## 交通アクセス
※バス停名の「鳩谷」「鳩ヶ谷」は同じ場所である。
- 濃飛バス白川郷線「鳩谷」バス停より徒歩約3分。
  - 高山駅（高山濃飛バスセンター）より「牧」行き。
- 岐阜バス高速名古屋白川郷線「鳩ヶ谷」バス停より徒歩約3分。
  - 名鉄バスセンターより「鳩ヶ谷」行き。
- 加越能バス世界遺産バス・世界遺産シャトル「鳩ヶ谷」バス停より徒歩約3分。
  - 高岡駅・新高岡駅・城端駅より「白川郷」行き。　※世界遺産バス
  - 城端駅より「白川郷」行き。　※世界遺産シャトル